# Scoliocentra tularensis
Scoliocentra tularensis är en tvåvingeart som först beskrevs av Gill 1962.  Scoliocentra tularensis ingår i släktet Scoliocentra och familjen myllflugor.
Artens utbredningsområde är Kalifornien. Inga underarter finns listade i Catalogue of Life.